# Nilpotente matrix
In de lineaire algebra heet een vierkante matrix nilpotent als de matrix enige malen met zichzelf vermenigvuldigd de nulmatrix oplevert.

## Definitie
De {\displaystyle n\times n}-matrix {\displaystyle A} heet nilpotent met index {\displaystyle s} als
{\displaystyle A^{s}=0} en {\displaystyle A^{s-1}\neq 0}.

## Eigenschappen
- De index {\displaystyle s} van een nilpotente {\displaystyle n\times n}-matrix is kleiner of gelijk aan {\displaystyle n}
- De eigenwaarden van een nilpotente matrix zijn alle gelijk aan 0.
- Omgekeerd geldt ook dat een matrix waarvan alle eigenwaarden gelijk zijn aan 0, nilpotent is.
- De determinant en het spoor van een nilpotente matrix zijn 0.
- Een nilpotente matrix is niet inverteerbaar;
- Een bovendriehoeksmatrix of benedendriehoeksmatrix, waarvan de elementen op de hoofddiagonaal 0 zijn, is nilpotent.

## Voorbeelden
Voor de matrix {\displaystyle A={\begin{bmatrix}0&1\\0&0\end{bmatrix}}} geldt: {\displaystyle A^{2}={\begin{bmatrix}0&0\\0&0\end{bmatrix}}}, dus {\displaystyle A} is nilpotent met index 2
Voor de matrix {\displaystyle B={\begin{bmatrix}0&1&7\\0&0&2\\0&0&0\end{bmatrix}}} geldt: {\displaystyle B^{2}={\begin{bmatrix}0&0&2\\0&0&0\\0&0&0\end{bmatrix}}} en {\displaystyle B^{3}={\begin{bmatrix}0&0&0\\0&0&0\\0&0&0\end{bmatrix}}}, dus {\displaystyle B} is nilpotent met index 3.